# 直子のトロピックエンジェル 〜漂流〜
『直子のトロピックエンジェル〜漂流〜』（なおこのトロピックエンジェル ひょうりゅう）は、オレンジビデオハウスが制作した成人指定のOVA作品。

## 概要
オレンジビデオハウスが1980年代に制作したオリジナル作品の一つで、『ドリームハンター麗夢』シリーズの1作目と並ぶ、同レーベルのアダルトアニメ作品の代表作である。一般的な知名度は同時期の『くりいむレモン』シリーズと比してはるかに低い。
飛行機事故によって無人島に漂着した男女3人を題材にし、性行為に満ち溢れた島での漂流生活を描いている。ストーリー的に特筆すべき点はないものの、「両手に花」の男が無人島でひたすら性を謳歌するという楽天的な内容と、初期のアダルトアニメゆえの修正の少ない作品となっている。
タイトルの“直子”は原作者の津田直子の名前であり、作中に直子というキャラクターが登場するわけではない。本作は、原作者が17歳の時のサイパン旅行で抱いたイマジネーションを元に書かれたとされ、実話ではない。
登場人物「みな」がナレーションも務めている。

## あらすじ
「しげる」と「みな」は歳も近い叔父と姪の関係で、「みな」は“しげるお兄ちゃん”と呼んでいる。ロサンゼルスから日本へ向かう飛行機に乗った「しげる」と「みな」は、同乗した金髪の美少女「ジェニー」と出会う。
しかし突如として現れたモンスターにより、飛行機は海上に不時着する。3人は助かるが流されてしまい、南海の孤島に漂着する。遭難時に気を失っていた「ジェニー」は、助けた恩人は「しげる」だと思い込み、その夜から2人は愛を深めていく。それに気付いた「みな」も加わることになり、近親相姦あり、3Pありの展開になっていく。

## 登場人物・声の出演
- みな：松井菜桜子
- しげる：中原茂
- しげるの父親：城山堅

## スタッフ
- 原作、脚本、演出:隈崎悟
- プロデューサー:豈目作太
- アシスタントプロデューサー、唄:津田直子
- 作画:オフィス O&T.K
- 音響スタジオ:スタジオDEKITA
- 調整:京藻徹也
- 企画製作、総発売元:オレンジビデオハウス
- 受審:サイ・エンタープライズ

## ビデオソフト
1985年（昭和60年）5月10日発売、カラー25分（アニメ再生部分・正味23分40秒）/品番：AD-501。hifi ステレオ、バイノーラル録音。定価9,800円。

※この作品はLD（レーザーディスク）では発売されなかった。